# 나인 송즈
《나인 송즈》(영어: 9 Songs)는 2004년 공개된 영국의 로맨틱 드라마 영화이다. 마이클 윈터보텀이 감독과 각본을 맡았다.